# Beauvoir-en-Lyons
Pour les articles homonymes, voir Beauvoir et Lyons.
Beauvoir-en-Lyons est une commune française située dans le département de la Seine-Maritime en région Normandie.

## Géographie
Commune du pays de Bray, Beauvoir-en-Lyons est l'une des plus grandes communes de Seine-Maritime de par sa superficie. C'est également l'une des communes les plus hautes du département. Le bourg est situé à 15 km de Forges-les-Eaux, 41 km de Rouen, 12 km de Gournay-en-Bray et à 7 km d'Argueil.
| Fry                | Hodeng-Hodenger   | Brémontier-Merval          |
| Le Mesnil-Lieubray | Beauvoir-en-Lyons | Elbeuf-en-Bray             |
| La Feuillie        | Bézancourt        | Avesnes-en-Bray Bosc-Hyons |

### Hydrographie
La commune est située dans le bassin Seine-Normandie. Elle n'est drainée par aucun cours d'eau,.

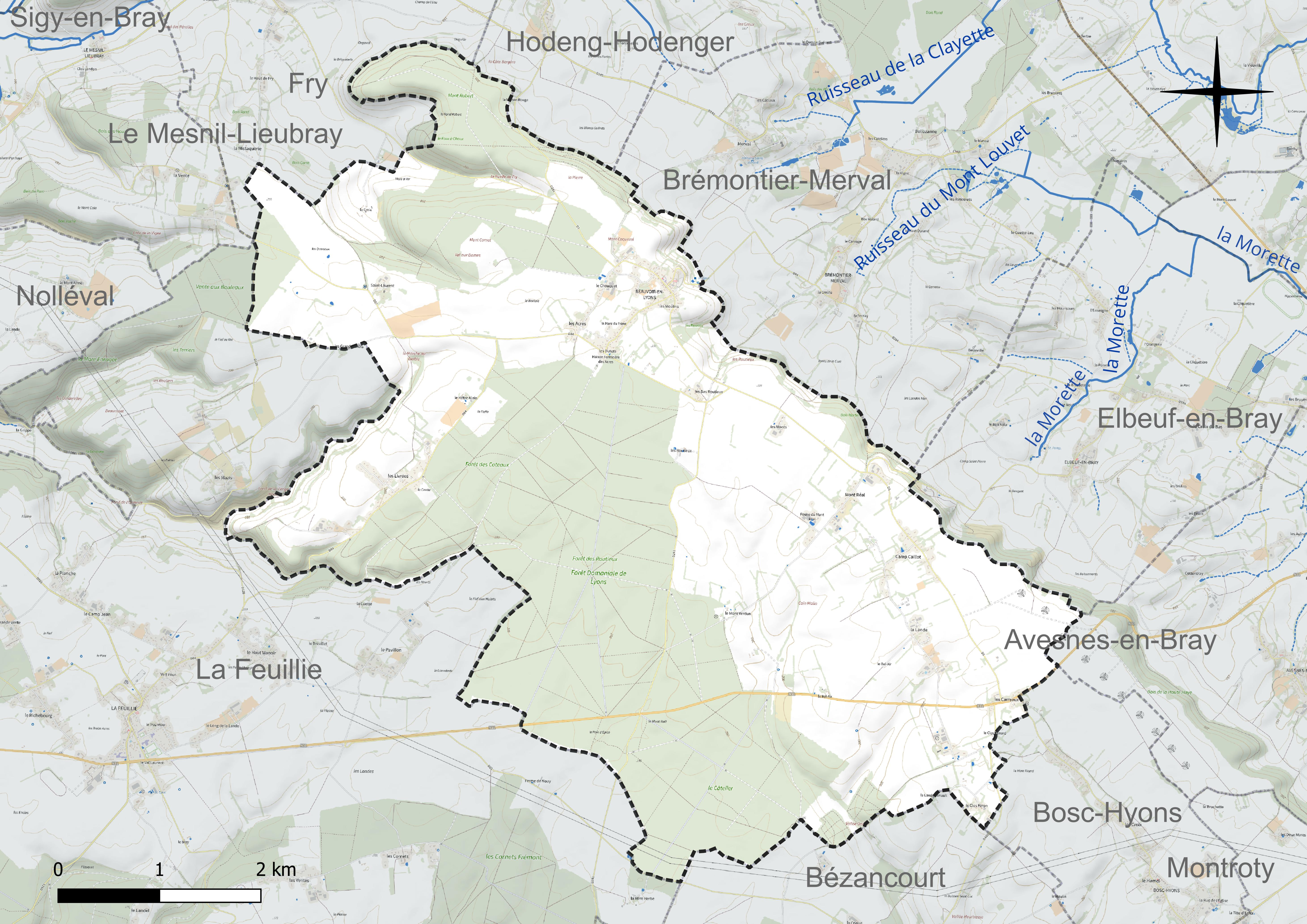
Réseau hydrographique de Beauvoir-en-Lyons.

### Climat
Pour des articles plus généraux, voir Climat de la Normandie et Climat de la Seine-Maritime.
En 2010, le climat de la commune est de type climat océanique altéré, selon une étude du CNRS s'appuyant sur une série de données couvrant la période 1971-2000. En 2020, Météo-France publie une typologie des climats de la France métropolitaine dans laquelle la commune est exposée à un climat océanique et est dans la région climatique Côtes de la Manche orientale, caractérisée par un faible ensoleillement (1 550 h/an) ; forte humidité de l’air (plus de 20 h/jour avec humidité relative > 80 % en hiver), vents forts fréquents. Parallèlement le GIEC normand, un groupe régional d’experts sur le climat, différencie quant à lui, dans une étude de 2020, trois grands types de climats pour la région Normandie, nuancés à une échelle plus fine par les facteurs géographiques locaux. La commune est, selon ce zonage, exposée à un « climat contrasté des collines », correspondant au Pays de Bray, bien arrosé et frais.
Pour la période 1971-2000, la température annuelle moyenne est de 9,9 °C, avec une amplitude thermique annuelle de 13,7 °C. Le cumul annuel moyen de précipitations est de 845 mm, avec 12,8 jours de précipitations en janvier et 8,8 jours en juillet. Pour la période 1991-2020, la température moyenne annuelle observée sur la station météorologique la plus proche, située sur la commune de Forges-les-Eaux à 13 km à vol d'oiseau, est de 10,7 °C et le cumul annuel moyen de précipitations est de 860,1 mm,. Pour l'avenir, les paramètres climatiques de la commune estimés pour 2050 selon différents scénarios d’émission de gaz à effet de serre sont consultables sur un site dédié publié par Météo-France en novembre 2022.

## Urbanisme

### Typologie
Au 1er janvier 2024, Beauvoir-en-Lyons est catégorisée commune rurale à habitat dispersé, selon la nouvelle grille communale de densité à sept niveaux définie par l'Insee en 2022.
Elle est située hors unité urbaine. Par ailleurs la commune fait partie de l'aire d'attraction de Gournay-en-Bray, dont elle est une commune de la couronne,. Cette aire, qui regroupe 21 communes, est catégorisée dans les aires de moins de 50 000 habitants,.

### Occupation des sols
L'occupation des sols de la commune, telle qu'elle ressort de la base de données européenne d’occupation biophysique des sols Corine Land Cover (CLC), est marquée par l'importance des territoires agricoles (55,5 % en 2018), une proportion identique à celle de 1990 (55,5 %). La répartition détaillée en 2018 est la suivante : 
forêts (43,7 %), terres arables (36,8 %), prairies (12,5 %), zones agricoles hétérogènes (6,2 %), milieux à végétation arbustive et/ou herbacée (0,8 %). L'évolution de l’occupation des sols de la commune et de ses infrastructures peut être observée sur les différentes représentations cartographiques du territoire : la carte de Cassini (XVIIIe siècle), la carte d'état-major (1820-1866) et les cartes ou photos aériennes de l'IGN pour la période actuelle (1950 à aujourd'hui).

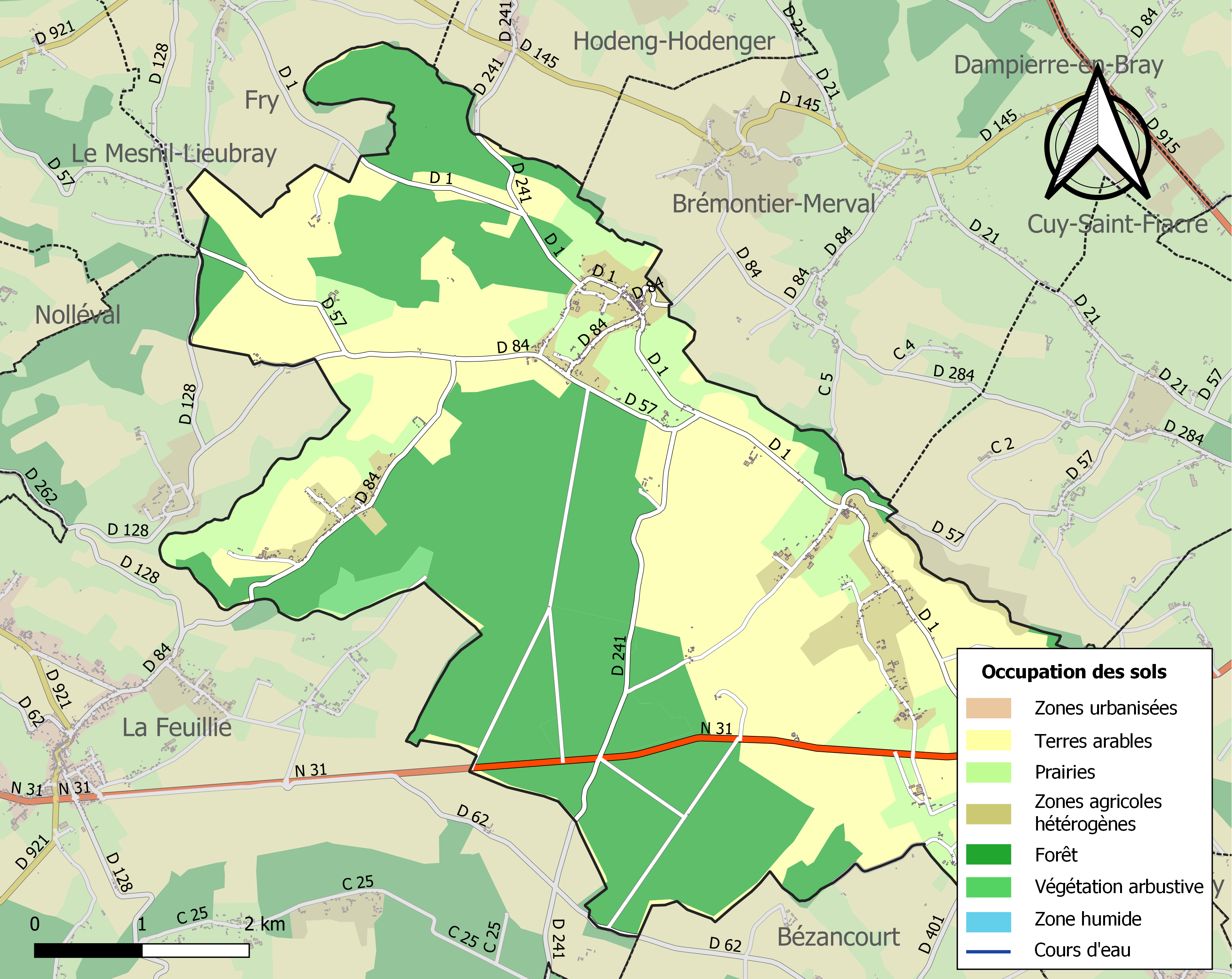
Carte des infrastructures et de l'occupation des sols de la commune en 2018 (CLC).

## Toponymie
Le nom de la localité est attesté sous les formes Bello Videre et Bellovidere en 1180.
Le toponyme est construit avec le nom de la forêt de Lyons qui sert à le déterminer.

## Histoire

### Période médiévale
L'une des quatre châtellenies royales du pays de Lyons au Moyen Âge avec celles de Longchamps-en-Lyons, Neufmarché-en-Lyons et Lyons-la-Forêt. Le roi d'Angleterre et duc de Normandie Henri Ier Beauclerc (1100-1135) y édifie un château sur motte au pied duquel est créé dès le début du XIIe siècle un bourg castral. Utilisé à des fins à la fois militaire et résidentielle, ce château royal est suffisamment vaste pour accueillir des hôtes prestigieux comme en 1185 où Henri II Plantagenêt y reçoit le jeune roi de France Philippe Auguste. Mais ce château ne survit pas au XIIe siècle. Pris en 1193 par le roi de France, Beauvoir est en effet démantelé par les Français en 1196. Alors que le traité de Gaillon prévoyait la restitution de Beauvoir aux troupes anglo-normandes, c'est un château en grande partie détruit qui est remis aux mains de Richard Cœur de Lion.
Vers 1150, Hugues de Gournay fonde le prieuré Saint-Laurent-en-Lyons.
Les rois capétiens qui réinvestissent la forêt de Lyons dès 1202 ne chercheront pas à reconstruire le château. S'ils séjournent régulièrement en forêt de Lyons pour chasser, ils préfèrent disposer dans ce secteur de la forêt de résidences plus modernes et confortables en faisant édifier dans le courant du XIIIe siècle deux manoirs royaux destinés à remplacer Beauvoir: La Feuillie et Bellozanne à proximité immédiate de l'abbaye.
Le souvenir de la châtellenie royale de Beauvoir se perpétue jusqu'à la Révolution par le maintien de la verderie de Beauvoir et de la toponymie médiévale de Beauvoir-en-Lyons qui subsiste encore aujourd'hui.

### Époque contemporaine
En 2012 a lieu une affaire criminelle où un lycéen nommé Alexandre Castaldo est abattu par ses camarades de lycée.

## Politique et administration
| Période                                  | Période                    | Identité             | Étiquette | Qualité                                                                                     |
| ---------------------------------------- | -------------------------- | -------------------- | --------- | ------------------------------------------------------------------------------------------- |
| Les données manquantes sont à compléter. |                            |                      |           |                                                                                             |
|                                          |                            | Gaétan Langlois      |           | Cordonnier & agriculteur                                                                    |
| 1940                                     |                            | Pierre Detoeuf       | CNIP      | Cultivateur-éleveur, Président du comice agricole de Neufchâtel-en-Bray, député (1951-1955) |
|                                          |                            | Abel Eugène Lassenay |           |                                                                                             |
|                                          |                            | Aimé Luquet          |           |                                                                                             |
|                                          |                            | Henry Luquet         |           |                                                                                             |
|                                          |                            | Aimé Élie            |           |                                                                                             |
| 1983                                     | 1995                       | Marcel Duval         |           | Exploitant forestier                                                                        |
| Les données manquantes sont à compléter. |                            |                      |           |                                                                                             |
| mars 2001                                | En cours (au 10 août 2020) | M. Dominique Rimbert | UMP       | Agriculteur Réélu pour le mandat 2020-2026                                                  |

## Démographie
L'évolution du nombre d'habitants est connue à travers les recensements de la population effectués dans la commune depuis 1793. Pour les communes de moins de 10 000 habitants, une enquête de recensement portant sur toute la population est réalisée tous les cinq ans, les populations de référence des années intermédiaires étant quant à elles estimées par interpolation ou extrapolation. Pour la commune, le premier recensement exhaustif entrant dans le cadre du nouveau dispositif a été réalisé en 2008.

En 2022, la commune comptait 630 habitants, en évolution de +0,48 % par rapport à 2016 (Seine-Maritime : +0,35 %, France hors Mayotte : +2,11 %).
| 1793  | 1800  | 1806  | 1821  | 1831  | 1836  | 1841  | 1846  | 1851  |
| ----- | ----- | ----- | ----- | ----- | ----- | ----- | ----- | ----- |
| 1 950 | 1 616 | 1 725 | 1 593 | 1 443 | 1 405 | 1 283 | 1 243 | 1 165 |

| 1856  | 1861  | 1866  | 1872  | 1876  | 1881 | 1886 | 1891 | 1896 |
| ----- | ----- | ----- | ----- | ----- | ---- | ---- | ---- | ---- |
| 1 057 | 1 039 | 1 066 | 1 006 | 1 009 | 920  | 895  | 851  | 820  |

| 1901 | 1906 | 1911 | 1921 | 1926 | 1931 | 1936 | 1946 | 1954 |
| ---- | ---- | ---- | ---- | ---- | ---- | ---- | ---- | ---- |
| 762  | 762  | 737  | 647  | 645  | 653  | 643  | 726  | 701  |

| 1962 | 1968 | 1975 | 1982 | 1990 | 1999 | 2006 | 2008 | 2013 |
| ---- | ---- | ---- | ---- | ---- | ---- | ---- | ---- | ---- |
| 669  | 561  | 539  | 464  | 463  | 473  | 556  | 578  | 629  |

| 2018 | 2022 | - | - | - | - | - | - | - |
| ---- | ---- | - | - | - | - | - | - | - |
| 607  | 630  | - | - | - | - | - | - | - |

## Culture locale et patrimoine

### Lieux et monuments

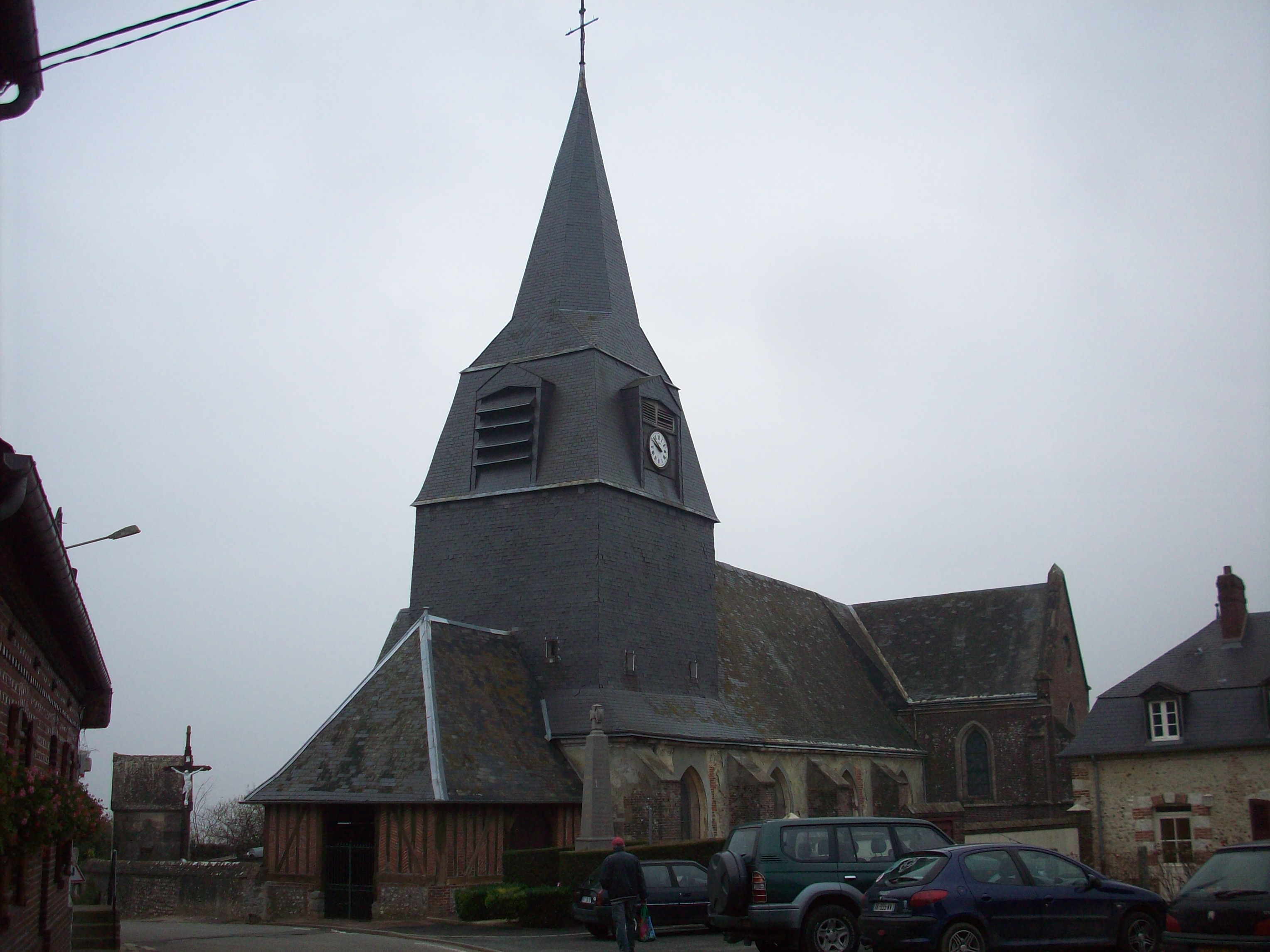
Église Saint-Nicolas.

- Église Saint-Nicolas du XIIIe siècle et des XVIIIe et XIXe siècles.
- Panorama avec table d'orientation (un des points les plus élevés du département).
- Forêt de Lyons.
- Chapelle de l'ancien prieuré Saint-Laurent-en-Lyons.

### Personnalités liées à la commune
- Jacques-Henri Schloesing (12/12/1919-26/08/1944), résistant, aviateur, tué dans le ciel de la commune, lors de la Libération et inhumé dans le cimetière de la paroisse.